# 베라트 알바이라크
베라트 알바이라크 (Berat Albayrak, 1978년 2월 21일 ~ )는 튀르키예의 사업가이자 정치인이다. 그는 2015년부터 2018년까지 에너지천연자원부 장관을 지냈고, 2018년부터 2020년까지 재무장관을 지냈다. 2015년 6월과 2015년 11월 총선에서 정의개발당 소속으로 이스탄불에서 국회의원으로 선출되었다. 그는 튀르키예 대통령 레제프 타이이프 에르도안의 딸 에스라 에르도안과 결혼했다.

## 유년기와 교육
베라트 알바이락은 1978년 2월 21일 이스탄불에서 태어났다. 그의 아버지 이름은 사득이고, 어머니 이름은 키메트이다. 그의 가족은 원래 데르넥파자르, 트라브존 출신이다. 그는 핀디크자데 초등학교에서 초등 교육을 마쳤고, 파티흐 남자 고등학교에서 중등 교육을 마쳤다. 2004년, 알바이락은 튀르키예 대통령 레제프 타이이프 에르도안의 장녀 에스라 알바이락과 결혼했다. 부부는 네 자녀를 두었다: 세 아들 아흐메트 아키프(2006년생), 사득 에이멘(2015년생), 함자 살리흐(2020년생), 그리고 한 딸 에미네 마히누르(2009년생).
1999년 이스탄불 대학교 경영학과(영어)를 졸업한 후, 2004년 뉴욕 페이스 대학교 루빈 경영대학원에서 재무학 석사 학위를 취득했다. 2011년에는 “전력 생산에서 재생에너지 자원과 그 재정”이라는 논문으로 카디르 하스 대학교 은행금융학과에서 박사 학위를 취득했다.

## 경력
베라트 알바이락은 1996년에 직업 경력을 시작했다. 1999년에 그는 찰르크 홀딩에 입사하여 다양한 역할을 맡았다. 2002년부터 2006년까지 그는 이 회사의 미국 사무실에서 재무 이사로 근무했다. 2006년에 튀르키예로 돌아온 알바이락은 처음에 재무 부총장으로 임명되었고, 이후 2007년에 총장이 되었다.
2007년에 그는 튀르키예에서 처음으로 홀딩 회사가 유로본드를 발행하는 것을 감독했으며, 2억 달러 채권 발행에 약 10억 달러의 수요를 유치하는 과정을 관리했다. 2008년에 알바이락은 EBITDA 가치의 34배에 달하는 가격으로 튀르키예 내 외국 기업의 매각을 촉진하여, 해당 국가에서 가장 높은 가치의 외국 기업 매각 중 하나를 기록했다. 2007년부터 2008년까지 그는 튀르키예에 거의 10억 달러의 직접 외국인 투자를 유치하는 데 기여했다.
2013년 말, 알바이락은 민간 부문을 떠나 사바 신문에 글을 쓰기 시작했다. 이 기간 동안 그는 마르마라 대학교에서 은행 및 재무학 강의를 했으며, 다양한 비정부 기구에서 역할을 맡았다.

### 정치 경력
베라트 알바이락은 2015년 6월 7일 선거에서 정의개발당 (AKP) 소속 국회의원으로 튀르키예 대국민의회에 입성했다. 2015년 9월 12일 AKP 제5차 정기 당대회에서 그는 당 중앙집행의사결정위원회(MKYK) 위원으로 임명되었다. 2015년 11월 1일 총선 이후, 그는 제64대 정부의 에너지 및 천연자원부 장관이 되었고, 제65대 정부에서도 이 직책을 유지했다. 2017년 5월 21일 AKP 제3차 임시 당대회에서 그는 다시 MKYK 위원으로 임명되었다.
2017년 헌법 개정 국민투표를 통해 대통령제가 도입된 후, 알바이락은 2018년 총선 이후 새로운 제도의 첫 내각에서 재무장관으로 임명되었다. 2018년 9월 12일, 그는 또한 터키 국부펀드의 부회장으로 임명되었고, 2018년 10월 2일에는 대통령령으로 방위산업집행위원회 위원이 되었다.
또한 2018년 7월 15일, 알바이락은 대통령령으로 최고군사평의회(YAŞ) 위원으로 선정되었다. 2020년 11월 8일, 그는 건강상의 이유로 재무장관직을 사임했다.

### 에너지부 경력
베라트 알바이락의 재임 기간 동안 중요한 에너지 탐사 및 인프라 프로젝트들이 시작되었다. 튀르키예에서는 처음으로 셈딘리, 지즈레, 반, 시이르트를 포함한 넓은 지역에서 항공 중력-자력 데이터 수집이 실시되었다. 또한, 추쿠르카, 하카리에서 튀르키예 최초의 심층 시추 프로젝트가 4,500m 깊이까지 진행되었다. 이러한 이니셔티브의 결과로, 터키 석유 공사 (TPAO)는 현재 시르나크/가바르 지역에서 하루 6만 배럴의 석유를 생산하고 있으며, 가까운 미래에 생산량을 하루 10만 배럴로 늘릴 계획이다.
알바이락은 또한 파티흐, 야부즈, 카누니 시추선이 튀르키예 함대에 포함되는 것을 추진했다. 튀르키예 최초의 시추선인 파티흐는 흑해에서 7,100억 입방미터의 천연가스를 역사적으로 발견했다. 약 1조 미국 달러 가치에 달하는 이 매장량은 튀르키예의 총 수출 수입 4년치에 해당한다.
알바이락의 지도 아래, 2018년에 아쿠유 원자력 발전소의 기초가 놓였다. 4,800 MW의 설비 용량과 연간 350억 kWh의 전력을 생산할 수 있는 아쿠유는 튀르키예 전력 수요의 10%를 충족시킬 예정이며, 총 투자 가치 200억 미국 달러로 튀르키예 공화국 역사상 최대 프로젝트로 평가된다.
트란스아나톨리아 천연가스 파이프라인 (TANAP)도 이 기간 동안 3,500킬로미터 길이의 회랑으로 완공되었다. TANAP는 연간 160억 입방미터의 가스를 공급하며, 그 중 60억 입방미터는 튀르키예 (국내 수요의 12% 충당)에, 100억 입방미터는 유럽에 할당된다.
알바이락의 지휘 하에 완료된 또 다른 핵심 프로젝트는 터키 스트림 파이프라인으로, 이는 튀르키예가 다른 네 국가의 경유지를 통해 러시아로부터 천연가스를 공급받던 서부 스트림의 대안이었다. 이 프로젝트를 통해 튀르키예는 천연가스 유통의 역할을 맡게 되었다.
2018년, 알바이락은 튀르키예의 새로운 붕소 전략의 일환으로 반디르마 붕소 탄화물 생산 시설의 기초를 놓았는데, 이는 방위 산업에 사용될 붕소를 가공하기 위함이었다. 이 시설은 2023년 3월 19일에 가동을 시작했다.
국가 에너지 및 광업 전략의 일환으로 알바이락은 10,000MW의 풍력 에너지와 10,000MW의 태양 에너지 프로젝트의 계획 및 구현을 감독했다. 이 프로젝트들의 상당 부분은 이미 완료되었다. "스마트 석탄 사용" 전략에 따라 새로운 탐사 및 시추 활동이 시작되었으며, 그의 재임 기간 동안 2,000억 미국 달러 이상의 가치를 지닌 50억 톤의 석탄이 튀르키예의 국가 에너지 재고에 추가되었다.

### 재무부 경력
베라트 알바이락은 인플레이션에 대처하기 위해 일련의 통화 및 재정 개혁을 시행하여 1년 안에 인플레이션을 약 25%에서 한 자릿수로 줄였다. 코로나19 범유행으로 인한 어려움에도 불구하고 인플레이션은 약 11%를 유지했다. 그가 취임했을 때 경상수지 적자는 570억 달러에 달했지만, 1년 안에 그는 이 격차를 해소했다. 2019년 말까지 튀르키예 경제는 53억 달러의 경상수지 흑자를 기록했다.
2020년, 튀르키예는 공공 은행을 통해 역사상 가장 장기적이고 낮은 금리(0.49%)의 주택 대출을 제공하여 수십만 명의 저소득 및 중산층 개인이 주택 소유자가 될 수 있도록 했다.
알바이락 재임 기간 중 가장 전략적인 조치 중 하나는 해외에 보관되어 있던 튀르키예의 금 보유고를 본국으로 송환한 것이었다. 이전에 미국, 스위스, 영국에 보관되어 있던 약 350톤의 금이 튀르키예로 돌아왔다. 중앙은행의 금 보유고는 2018년 말 488.9톤에서 2019년 말 556톤으로 증가했으며, 2020년 말에는 719.2톤에 달했다.
알바이락이 2018년 6월 취임했을 때 중앙은행의 외환보유액은 984억 달러였다. 그가 2020년 11월 퇴임할 당시에는 팬데믹의 영향을 받아 852억 달러였다. 그럼에도 불구하고 2020년 튀르키예는 1.8%의 경제 성장을 달성하여, 대부분의 세계 경제가 위축되었던 팬데믹 시기에 중국과 함께 G20 국가 중 유일하게 성장을 기록한 두 국가 중 하나가 되었다. 이 기간 동안 중앙은행의 정책 금리는 8.25%까지 하락했으며, 은행은 1,650억 튀르키예 리라 (약 300억 미국 달러)를 초과하는 이익을 기록했다.
알바이락의 재무부는 국제적으로 인정받아, 글로벌 캐피털은 이 부처의 부채 관리 부서를 전 세계적으로 "올해의 공공 부채 관리 사무소"로 선정했다.
그의 재임 기간 동안 알바이락은 또한 도널드 트럼프 미국 대통령과 백악관에서 만나 S-400, 지역 문제, 양자 무역 관계 등 다양한 문제를 논의했다.

## 사건 및 비판

### 경제
2018년 재무장관으로 임명된 이래 베라트 알바이락은 다양한 비판에 직면했다. 관측통들은 그의 임명이 금융계에서 우려를 불러일으켰으며, 한 정치인의 손에 너무 많은 권력이 집중될 수 있다는 우려가 있었다고 지적했다.
알바이락이 재무장관으로서 국제 투자자 및 업계 대표들에게 발표한 내용 또한 언론에서 설득력이 없다는 비판을 받았다. 이러한 비판은 튀르키예의 경제 정책을 효과적으로 소통하고 외국인 투자를 유치하는 그의 능력에 대한 신뢰 부족을 강조했다.

### 이스탄불 운하
줌후리예트 신문이 보도한 바에 따르면 베라트 알바이락은 2011년 이스탄불 운하 프로젝트가 발표된 지 1년 만에 해당 프로젝트 노선을 따라 약 13에이커의 토지를 매입했다. "사위가 사업을 안다"는 제목의 이 기사는 현재 농업용으로 분류된 이 토지가 환경도시화부의 이스탄불 운하 기본 계획에 따라 "주거 지역" 경계 내에 포함된다고 지적했다.
뉴스 보도와 온라인 플랫폼의 주장에 대한 대응으로 베라트 알바이락은 법적 절차를 시작했다. 이스탄불 아나톨리아 제7형사법원은 알바이락에게 유리한 판결을 내렸고, 관련 기사와 웹사이트에 대한 접근 금지를 결정했다. 이 판결은 알바이락의 캐리커처를 표지에 실은 레만 잡지에도 확대 적용되었다. 또한, 줌후리예트 기자 하잘 오칵은 "공무원 모욕" 혐의로 조사를 받게 되었다.

### 축구
트라브존을 방문하는 동안 베라트 알바이락은 새 시즌 트라브존스포르 유니폼을 받고 "이 유니폼은 2010-2011 시즌 것입니다. 즉, 우승 시즌 것입니다!"라고 말했다. 이 발언은 페네르바체 지지자들에게 2011년 튀르키예 축구 승부 조작 스캔들을 언급하며 트라브존스포르가 그 시즌의 정당한 챔피언이었다는 의미로 해석되었다. 이 발언은 페네르바체 커뮤니티로부터 거센 비난을 불러일으켰다.
페네르바체 팬들은 2016년 알바이락이 "우리는 트라브존스포르 출신 장관이 다섯 명이나 있습니다. 아는 사람은 알겠지만, 트라브존과 트라브존스포르를 위한 우리 노력은 잘 알려져 있습니다"라고 말했던 것을 다시 떠올렸다. 이 발언은 정치와 축구계의 숨겨진 관계 맥락에서 이해되었다.
더 나아가, 지지자들은 알바이락의 형인 세르하트 알바이락이 이끄는 투르쿠바즈 미디어 그룹이 소유한 A 하베르 및 A 스포르 채널의 미디어 편향성을 비판했다. 팬들은 편향된 보도에 대한 불만을 표현하기 위해 경기 중에 "A 스포르 나가라!"를 외치기 시작했다.
2017년 디반 평의회 회의에서 베라트 알바이락의 아버지인 사득 알바이락이 트라브존스포르 경영진에게 "이제 경영진에게 묻겠습니다. 누가 이 경기장을 지어줬습니까? 누가 이 광고를 따줬습니까? 아무도 돈을 빌려주려 하지 않을 때, 국영 은행에서 새로운 대출을 받았는데, 그 돈을 어디에 썼습니까?"라고 질문하는 영상이 다시 떠올랐다. 이 발언은 알바이락 가족과 트라브존스포르 간의 관계에 대한 추가적인 논의를 촉발했다.

## 개인 생활
베라트 알바이락은 레제프 타이이프 에르도안의 장녀 Esra Erdoğan과 결혼하여 네 자녀를 두었다.

## 저서
베라트 알바이락은 『부라스 초크 오넴리(Burası Çok Önemli)』라는 제목의 책을 저술했으며, 이 책에서 그는 에너지천연자원부 장관과 재무장관 재임 기간 동안 시행된 경제적 접근 방식과 정책을 설명한다. 이 책은 그가 제안한 전략의 효율성 측면을 보여주는 예시와 그래프로 뒷받침된다.

## 수상
2019년 10월, 영국 기반의 비즈니스 잡지 글로벌캐피털은 튀르키예 재무부를 "어려운 시기에도 불구하고 부채 관리에서 성공적인 성과"를 보인 점을 인정하여 올해의 공공 부채 관리 사무소로 선정했다.